# Unijunctiontransistor

UJT

Een unijunctiontransistor (UJT) of eenjunctietransistor is een elektronische component die uit een staafje van het n-type halfgeleidermateriaal bestaat, waarin een pn-overgang is aangebracht. De naam verwijst ernaar dat er slechts één pn-overgang, een junction, is. Het is een component die voor een deel de eigenschappen van een transistor en voor een deel de eigenschappen van een diode heeft.
Het staafje vormt een weerstand die zich tussen de twee basisaansluitingen B1 en B2 bevindt. Deze weerstand is in tweeën gedeeld en op dit aftakpunt is het N-gebied van de pn-overgang aangesloten. Het P-gebied, de emitter (E) ligt zodoende op een deel van de aangelegde spanning tussen B1 en B2. Zolang de spanning op E lager is dan deze spanning, spert de pn-overgang en gebeurt er niets. Als de spanning op E zo hoog wordt dat de pn-overgang gaat geleiden, daalt de weerstand in het betrokken deel van het kanaal sterk en kan de stroom door de emitter sterk toenemen. 
Van deze werking wordt gebruikgemaakt in de relaxatie-oscillator. Een condensator wordt tussen E en massa aangesloten, waarbij B1 via een laagohmige weerstand aan massa ligt. Deze condensator wordt via een weerstand geladen, bij het bereiken van een bepaalde spanning wordt deze via de emitter ontladen en deze cyclus zal zich vervolgens herhalen. 
Naast deze basisuitvoering van de UJT is er ook een programmable UJT of PUT, die wat bouw betreft meer op een thyristor lijkt.
- De gewone unijunctiontransistor is een eenvoudige component van het n-type halfgeleider, dat plaatselijk is gediffundeerd met p-materiaal. Beide bases zitten aan de einden van het n-materiaal, de emitter aan het p-gebied. De 2N2646 is een voorbeeld van een dergelijke component.
- De programmeerbare unijunctiontransistor is nauw verwant met de thyristor. Net als de thyristor bestaat deze uit twee p- en twee n-lagen en heeft een anode A en een kathode K die met de eerste en laatste laag wordt verbonden, en een poort die met een van de binnenlagen wordt verbonden. PUT's kunnen niet direct door gewone UJT's worden vervangen, maar hebben wel een vergelijkbare functie. De 2N6027 is een voorbeeld van een dergelijke component.

Beide typen worden voornamelijk als trigger voor thyristors gebruikt en als actieve component in relaxatie-oscillatoren. De grafiek van emitterspanning als functie van de emitterstroom toont een gebied met negatieve differentieweerstand en van deze eigenschap wordt gebruikgemaakt.